# Мозес, Уильям Ремингтон
Уи́льям Ре́мингтон Мо́зес (англ. William Remington Moses; род. 17 ноября 1959, Лос-Анджелес, Калифорния, США) — американский актёр, известный благодаря роли Коула Джиоберри в мыльной опере «Фэлкон Крест», где он снимался с 1981 по 1987 год.
Мозес родился в Лос-Анджелесе, Калифорния. На большом экране он известен по роли в фильме 1988 года «Мистическая пицца». В том же году он снялся в провальном фильме «Инопланетянка из Лос-Анджелеса», после чего вернулся на телевидение, где в 1992-93 годах снимался в прайм-тайм мыльной опере «Мелроуз Плейс». В последующие годы Мозес регулярно снимался в сделанных для телевидения фильмах, в основном, для канала Lifetime, где играл напротив таких актрис как Лесли-Энн Даун, Шерил Лэдд, Джейми Лунер, Мишель Стэффорд и Гейл О’Грэйди. Также в последние годы он был гостем в сериалах «Особо тяжкие преступления», «Втайне от родителей», «C.S.I.: Место преступления» и «Касл».
С 1987 по 1997 год Мозес был женат на актрисе Трейси Нельсон.